# Umberto Marino
Umberto Marino (Roma, 27 novembre 1952) è un commediografo, regista e sceneggiatore italiano.

## Biografia
Laureato in giurisprudenza, è stato criminalista grafico e magistrato onorario. Ha studiato presso l'Accademia nazionale d'arte drammatica e seguito seminari di Dario Fo, Judith Malina, Jerzy Grotowsky e Andrej Serban. Ha iniziato la carriera teatrale nelle vesti di attore e assistente alla regia con registi quali Orazio Costa, Giuseppe Patroni Griffi, Giorgio Albertazzi, Gianfranco De Bosio e Carlo Cecchi. Nel 1989 prese parte come attore allo sceneggiato televisivo Una donna spezzata, diretto da Marco Leto.
Ha cominciato a scrivere e dirigere per la radio, con più di 200 regie radiofoniche. È poi passato alla scrittura teatrale e quindi a quella cinematografica e televisiva. Ha scritto numerosi lungometraggi di animazione.
Gli attori che sono stati da lui diretti o che hanno interpretato i suoi copioni sono molto numerosi: Murray Abraham, Ambra Angiolini, Manuela Arcuri, Luca Argentero, Margherita Buy, Alessio Boni, Raoul Bova, Nancy Brilli, Enrico Brignano, Tosca D'Aquino, Fabrizio Bentivoglio, Claudio Bisio, Enzo Cannavale, Sergio Castellitto, Valentina Cervi, Roberto Ciufoli, Maria Grazia Cucinotta, Roberto De Francesco, Ennio Fantastichini, Antonello Fassari, Sabrina Ferilli, Donatella Finocchiaro, Lisa Gastoni, Stefano Fresi, Massimo Ghini, Fabrizio Gifuni, Max Giusti, Terence Hill, Vanessa Incontrada, Nastassja Kinski, Daniele Liotti, Sophia Loren, Enrico Lo Verso, Ernesto Mahieux, Neri Marcorè, Nello Mascia, Valerio Mastandrea, Giovanna Mezzogiorno, Enrico Montesano, Giorgio Panariello, Francesco Pannofino, Rocco Papaleo, Daniele Pecci, Paola Pitagora, Violante Placido, Massimo Popolizio, Renato Pozzetto, Vittoria Puccini, Massimo Ranieri, Kim Rossi Stuart, Massimiliano Rossi, Sergio Rubini, Pepe Sancho, Emilio Solfrizzi, Simona Nasi, Antonia Truppo, Giuseppe Zeno, Simone Gandolfo e Humberto Zurita.
Ha insegnato drammaturgia e recitazione presso l'Accademia nazionale d'arte drammatica, Civica di Milano, il Centro sperimentale di cinematografia, IULM Milano, Centro internazionale di drammaturgia di Fiesole, Tutti in scena (regione Lazio).
Nel 2019 è diventato direttore della Scuola di sceneggiatura dell'ANAC "Leo Benvenuti".

## Testi teatrali
- Non aspettando Godot (1978)
- La ricerca del carciofo perduto (1979)
- La gita (1983)
- Il corridoio (1983)
- Punizione di prima (1983)[1]monologo
- Colesterolo (1983)[1]monologo
- Innocenza (1983)[1]monologo
- Caffè e sigaretta (1983)[1] monologo
- La stazione (1985)
- Il carcere  (1985)
- Sputo (1985)[1] monologo
- Perché avrei dovuto sposare Angela Marvulli (1985
- No, non andare a Modena per comprare un vecchio sassofono (1986)
- Italia-Germania 4 a 3 (1986)
- L'ultima sigaretta (1986)
- Sharps (1987)
- La pipì (1987)[1] monologo
- Non mi chiamo Ramon e non ho mai organizzato un golpe alle Maracas (1987)
- Ce n'est qu'un debut (1988)
- Il cielo (1988)
- Dove nasce la notizia (1989)
- 31 dicembre 1999 (1989)
- Volevamo essere gli U2 (1990)
- L'angelo non verrà (1995)
- Bambine troppo intelligenti senza nessuna direzione (1995)
- La casa dei gerani (1997)
- Passo falso (2011)[1] monologo
- Kirk e Menisco (2012)
- Flash (2013)
- Roger (2015)[1] monologo
- Il vento tra i capelli (2017)
- Forse era meglio Vasco (2018)
- Molto prima di domani (2019)
- Personalmente preferisco i runner (2020) monologo
- Stanno arrivando (2023) monologo
- Il latte dell'umana tenerezza (2023)
- Scubidù (2024)

## Radiodrammi
- Sardanapalo
- MxG
- Il re
- Rumore di fondo
- Soldatino di piombo
- Tredicesimo uomo
- 06/7016484.

## Filmografia

### Regista

#### Cinema
- Cominciò tutto per caso (1993)
- Cuore cattivo (1995)
- Finalmente soli (1997)
- La fiamma sul ghiaccio (2005)

#### Mediometraggi
- Sputo (1996)
- L'ultima sigaretta (1997)
- L'angelo non verrà (1999)

#### Televisione
- Sant'Antonio di Padova – film TV (2002)
- Il bambino di Betlemme – film TV (2002)
- Operazione pilota – miniserie TV (2007)
- La baronessa di Carini – miniserie TV (2007)
- I cerchi nell'acqua – miniserie TV (2011)
- Sposami – miniserie TV (2012)
- Enrico Piaggio - Un sogno italiano – film TV (2019)
- Rinascere – film TV (2022)
- Tutto per mio figlio – film TV (2022)

#### Documentari
- Utopia utopia per piccina che tu sia (1993)
- Giovani Holden (1998)

#### Spot televisivi
- Telefono rosa (2014)
- Spot Kimbo 2025

### Sceneggiatore

#### Cinema
- I giorni randagi, regia di Filippo Ottoni (1988)
- Italia-Germania 4-3, regia di Andrea Barzini (1990)
- La stazione, regia di Sergio Rubini (1990)
- Il nodo alla cravatta, regia di Alessandro Di Robilant (1991)
- Un'anima divisa in due, regia di Silvio Soldini (1993)
- Volevamo essere gli U2, regia di Andrea Barzini (1992)
- La bionda, regia di Sergio Rubini (1993)
- Cominciò tutto per caso (1993)
- Anche i commercialisti hanno un'anima, regia di Maurizio Ponzi (1994)
- Cuore cattivo (1995)
- La Freccia Azzurra, regia di Enzo D'Alò (1996)
- Finalmente soli (1997)
- Il viaggio della sposa, regia di Sergio Rubini (1997)
- I giorni randagi, regia di Filippo Ottoni (1998)
- La gabbianella e il gatto, regia di Enzo D'Alò (1998)
- Momo alla conquista del tempo, regia di Enzo D'Alò (2001)
- Aida degli alberi, regia di Guido Manuli (2001)
- Totò Sapore e la magica storia della pizza, regia di Maurizio Forestieri (2003)
- Opopomoz, regia di Enzo D'Alò (2003)
- Peperoni ripieni e pesci in faccia, regia di Lina Wertmüller (2004)
- Pinocchio, regia di Enzo D'Alò (2012)
- Mi rifaccio vivo, regia di Sergio Rubini (2013)
- Al posto tuo, regia di Max Croci (2016)

#### Mediometraggi
- Sputo (1996)
- L'ultima sigaretta (1997)
- L'angelo non verrà (1999)

#### Televisione
- Sant'Antonio di Padova - film TV (2002)
- Il bambino di Betlemme - film TV (2002)
- Soraya - miniserie TV (2003)
- A casa di Anna - miniserie TV (2004)
- L'uomo che sognava con le aquile - miniserie TV (2006)
- Operazione pilota - miniserie TV (2007)
- L'amore e la guerra - miniserie TV (2007)
- I cerchi nell'acqua - miniserie TV (2011)
- Tutta colpa di Freud - la serie - serie TV (2021)
- Rinascere - film TV (2022)
- Tutto per mio figlio - film TV (2022)

#### Documentari
- Utopia utopia per piccina che tu sia (1993)
- Giovani Holden (1998)
- Il tempio della velocità (2022)

## Pubblicazioni
- Sputo – il Ventaglio – 1986; ·
- Sharps – il Ventaglio – 1987;  ·
- Il corridoio – Sipario 503/504 – 1990;  ·
- L’Accademia – Ridotto 6 - 1990  ·
- 06/7016484 - ERI - 1991;  ·
- Teatro – Garzanti – 1992;  ·
- Il teatro al cinema (in Nuovo cinema italiano di Mario Sesti) – Theoria- 1994;  ·
- I nostri campioni – Bradipo libri – 2006;  ·
- Articoli su Duel e 8 e1/2 – anni vari.
- La ragazza che non conosceva Shakespeare, collana L'arcobaleno, Cento Autori, 2017, ISBN 9788868721084.
- Roger - MdS Editore - 2018  ·
- Otto il rondinotto (con Elisabetta Zincone) - MdS Editore - 2019
- La veridica storia del barone Marino di San Letterio raccontata dal suo proprio nipote - Heraion - 2024
- I benefici effetti del tennis - in IL TENNIS ITALIANO - 2025
- Piccole cose molto potenti a Pompei - Graus edizioni - 2025